# Campeonato Europeo de Halterofilia de 1964
El XLIV Campeonato Europeo de Halterofilia se celebró en Moscú (URSS) entre el 25 y el 28 de junio de 1964 bajo la organización de la Federación Europea de Halterofilia (EWF) y la Federación Soviética de Halterofilia.

## Medallistas
| Evento  | Oro                           | Plata                              | Bronce                                |
| ------- | ----------------------------- | ---------------------------------- | ------------------------------------- |
| 56 kg   | Viktor Marzagulov URSS 325,0  | Róbert Nagy · Hungría · 315,0      | Hans Reck RDA 310,0                   |
| 60 kg   | Yevgueni Katsura URSS 365,0   | Balaș Fitzi Rumania 362,5          | Imre Földi · Hungría · 360,0          |
| 67,5 kg | Vladimir Kaplunov URSS 417,5  | Zdeněk Otáhal Checoslovaquia 375,0 | Antonín Babinský Checoslovaquia 360,0 |
| 75 kg   | Viktor Kurentsov URSS 445,0   | Hans Zdražila Checoslovaquia 425,0 | Werner Dittrich RDA 420,0             |
| 82,5 kg | Géza Tóth · Hungría · 455,0   | Viktor Shishov URSS 445,0          | Marcel Paterni Francia 440,0          |
| 90 kg   | Vladimir Golovanov URSS 480,0 | Árpád Nemessányi · Hungría · 450,0 | Marek Gołąb · Polonia · 440,0         |
| +90 kg  | Yuri Vlasov URSS 562,5        | Károly Ecser · Hungría · 490,0     | Serge Reding · Bélgica · 452,5        |

1. 1 2 3  Fuerza (kg) + arrancada (kg) + dos tiempos (kg) = TOTAL (kg)

## Medallero
| Núm. | País           | Oro | Plata | Bronce | Total |
| ---- | -------------- | --- | ----- | ------ | ----- |
| 1    | URSS           | 6   | 1     | 0      | 7     |
| 2    | Hungría        | 1   | 3     | 1      | 5     |
| 3    | Checoslovaquia | 0   | 2     | 1      | 3     |
| 4    | Rumania        | 0   | 1     | 0      | 1     |
| 5    | RDA            | 0   | 0     | 2      | 2     |
| 6    | Bélgica        | 0   | 0     | 1      | 1     |
| 6    | Francia        | 0   | 0     | 1      | 1     |
| 6    | Polonia        | 0   | 0     | 1      | 1     |
|      | TOTAL          | 7   | 7     | 7      | 21    |